# Denisonbarbe
Die Denisonbarbe (Dawkinsia denisonii, Syn.: Crossocheilus denisonii, Puntius denisonii), auch Rotstreifenbarbe oder Rotstreifen-Torpedofisch genannt, ist ein Süßwasserfisch aus der Ordnung der Karpfenartigen. Sie kommt in Indien in schnell fließenden Bergbächen der Westghats in den Bundesstaaten Kerala und Karnataka vor.

## Merkmale
Die Denisonbarbe wird 15 Zentimeter lang. Ihr Körper ist langgestreckt und spindelförmig. Ihre Oberseite ist olivfarben, die Unterseite weißlich. Entlang der Flanken erstreckt sich ein schwarzes Längsband, das in der ersten Körperhälfte vom namensgebenden roten Band begleitet wird. Die ersten Flossenstrahlen der Rückenflosse sind ebenfalls rot, die Schwanzflossenspitzen durch einen schwarzen und weißen Fleck markiert. Außerhalb der Laichzeit sehen Exemplare beider Geschlechter gleich aus, während der Laichzeit sind die Weibchen fülliger.
- Flossenformel: Dorsale 2/9, Anale 1/5.

## Lebensweise
Die Denisonbarbe bewohnt schnell fließende Bäche und felsige Buchten mit dichter Ufervegetation und ist gesellig. Sie ernährt sich vor allem pflanzlich, nimmt aber auch Insektenlarven und andere Wirbellose zu sich.